# Ratko Zvrko
Ratko Zvrko (Beograd, 20. travnja 1920. – Dubrovnik, 23. rujna 1998.), bio je hrvatski književnik, novinar i boksač. Pjesme je u početku objavljivao pod pseudonimom Marijan Vučić u periodici te u mnogobrojnim zbirkama i slikovnicama. Okušao se i u prijevodima s talijanskoga (Čipolino G. Rodarija, 1960).

## Životopis
Ratko Zvrko rođen je 20. travnja 1920. u Beogradu, a djetinjstvo proveo u Drveniku, naselju u općini Konavle pokraj Dubrovnika. Kao gimnazijalac smislio je slogan „Bilo kuda, Kiki svuda” za tvornicu Union (danas Kraš). Autor je više televizijskih emisija i serija za djecu.

### Boksačka karijera
Počeo se baviti boksom u Dubrovniku. Meč karijere imao je u Dubrovniku, 11. travnja 1943. protiv prvaka Italije Lodovica Giobbija. Pobijedio ga je, što se slavilo kao pobjeda nad Talijanima, koji su u to vrijeme za Drugog svjetskog rata okupirali Dalmaciju. Sljedećeg dana, talijanske vlasti su ga zatvorile na neko vrijeme u tvrđavu Lovrijenac. 
Bio je prvak Hrvatske u boksu 1945. (u srednjoj kategoriji). Poslije Drugog svjetskog rata, imao je meč s višestrukim olimpijskim pobjednikom, mađarskim boksačem Lászlóm Pappom. Izgubio je, ali je izdržao borbu do kraja.

### Novinarska karijera
Počeo je novinarsku karijeru, javljajući rezultate boks mečeva za Vjesnik. Prekinuo je karijeru u boksu i bavio se novinarstvom. Pisao je za Vjesnik, Vjesnik u srijedu, Večernji list, Globus, Arenu, Modru lastu itd. Dok je bio urednik rubrike pomorstva u Vjesniku, pokrenuo je 1966. trofej "Plava vrpca Vjesnika" za plemenite pothvate na moru, koji postoji i danas. Bio je i vanjskopolitički dopisnik iz Trsta, a kao reporter proputovao je mnogim europskim, afričkim i azijskim državama. Organizirao je dječje romobilske utrke oko zgrade Hrvatskoga narodnoga kazališta u Zagrebu pod motom "Brzina, ali oprez". 
Prvom zbirkom Olimpijsko selo Čvrk (1952.) najavio je svoje temeljne preokupacije – sport i sportske igre. Napisao je zbirku pjesama za djecu Grga Čvarak, koja je prvi put objavljena 1967. Za tu je zbirku iste godine dobio i književnu nagradu "Grigor Vitez". Postala je jedna od najobjavljivanijih knjiga hrvatske književnosti za djecu i sastavni dio školske lektire. Pisao je pjesme i za odrasle. Godine 1978. napisao je biografiju slavnoga hrvatskog boksača Mate Parlova Zlatne rukavice Mate Parlova. Bio je prijatelj Dobriše Cesarića, s kojim se dopisivao u stihovima.

## Nepotpun popis djela
- Olimpijsko selo Čvrk, 1952.
- Čarobni prozor, 1957.
- Torba Djeda Mraza, Zagreb: Lykos, 1959.[4]
- Grga Čvarak, Zagreb 1967.1, 1970.2, 1972.3, 1974.4, 1975.5, 1977.6, 1978.7, 1979.8, 1981.9, 1985.10, 1986.11, 1988.12, 1990.13, 1995.14, 1998.15, 2000.16, 2001.17, 2002.18, 2003.19, 2004.20, 2005.21, 2006.22, 2007.23
- Uzbuna u robnoj kući, Zagreb 1976.
- Zlatne rukavice Mate Parlova, Sisak 1978.
- Smijeh nije grijeh, Zagreb 1990.